# Arsenal Women Football Club 2021-2022
Questa voce raccoglie le informazioni riguardanti l'Arsenal Women Football Club nelle competizioni ufficiali della stagione 2021-2022.

## Stagione
Il campionato di FA Women's Super League è stato concluso al secondo posto con 55 punti conquistati, frutto di 17 vittorie, 4 pareggi e una sola sconfitta, a un solo punto di distacco dal Chelsea. Grazie al secondo posto in classifica, l'Arsenal si è qualificato alla fase di qualificazione della UEFA Women's Champions League. In FA Women's Cup la squadra, che è partita dal quarto turno, è arrivata in semifinale, dove è stata sconfitta dal Chelsea. In FA Women's League Cup la squadra è partita dai quarti di finale, dove è stata subito sconfitta dal Manchester United. In UEFA Women's Champions League la squadra ha esordito nel primo turno delle qualificazioni eliminando prima le kazake dell'Oqjetpes e poi le olandesi del PSV, mentre nel secondo turno ha eliminato le ceche dello Slavia Praga. Sorteggiata nel gruppo C della fase a gironi, ha superato il turno col secondo posto in classifica alle spalle delle spagnole del Barcellona, e davanti alle tedesche dell'Hoffenheim e alle danesi dell'HB Køge. Il cammino dell'Arsenal si è interrotto ai quarti di finale contro le tedesche dell'Wolfsburg.

## Maglie e sponsor
Le tenute di gioco solo le stesse adottate dall'Arsenal maschile; è stato confermato adidas come sponsor tecnico, così come lo sponsor ufficiale Fly Emirates e lo sleeve sponsor Visit Rwanda.
| Casa | Trasferta | Terza divisa |

## Rosa
Rosa, ruoli e numeri di maglia come da sito ufficiale.
| N. |                        | Ruolo | Calciatrice              |
| -- | ---------------------- | ----- | ------------------------ |
| 1  | Austria (bandiera)     | P     | Manuela Zinsberger       |
| 2  | Brasile (bandiera)     | D     | Rafaelle Souza           |
| 3  | Inghilterra (bandiera) | D     | Lotte Wubben-Moy         |
| 4  | Inghilterra (bandiera) | D     | Anna Patten              |
| 5  | Scozia (bandiera)      | D     | Jennifer Beattie         |
| 6  | Inghilterra (bandiera) | D     | Leah Williamson          |
| 7  | Australia (bandiera)   | D     | Stephanie Catley         |
| 8  | Inghilterra (bandiera) | C     | Jordan Nobbs             |
| 9  | Inghilterra (bandiera) | A     | Beth Mead                |
| 10 | Scozia (bandiera)      | C     | Kim Little (capitano)    |
| 11 | Paesi Bassi (bandiera) | A     | Vivianne Miedema         |
| 12 | Norvegia (bandiera)    | C     | Frida Leonhardsen Maanum |
| 13 | Svizzera (bandiera)    | C     | Lia Wälti                |
| 14 | Inghilterra (bandiera) | A     | Nikita Parris            |

| N. |                        | Ruolo | Calciatrice           |
| -- | ---------------------- | ----- | --------------------- |
| 15 | Irlanda (bandiera)     | A     | Katie McCabe          |
| 16 | Svizzera (bandiera)    | D     | Noelle Maritz         |
| 18 | Australia (bandiera)   | P     | Lydia Williams        |
| 19 | Australia (bandiera)   | A     | Caitlin Foord         |
| 20 | Danimarca (bandiera)   | D     | Simone Boye Sørensen  |
| 21 | Svizzera (bandiera)    | C     | Malin Gut             |
| 22 | Austria (bandiera)     | D     | Viktoria Schnaderbeck |
| 23 | Giappone (bandiera)    | C     | Mana Iwabuchi         |
| 25 | Svezia (bandiera)      | A     | Stina Blackstenius    |
| 26 | Austria (bandiera)     | D     | Laura Wienroither     |
| 29 | Inghilterra (bandiera) | D     | Teyah Goldie          |
| 33 | Inghilterra (bandiera) | C     | Halle Houssein        |
| 35 | Inghilterra (bandiera) | A     | Alex Hennessy         |
| 77 | Stati Uniti (bandiera) | C     | Tobin Heath           |

## Calciomercato

### Sessione estiva
| Acquisti | Acquisti                 | Acquisti          | Acquisti |
| R.       | Nome                     | da                | Modalità |
| -------- | ------------------------ | ----------------- | -------- |
| D        | Simone Boye Sørensen     | Bayern Monaco     | [ 12 ]   |
| C        | Frida Leonhardsen Maanum | Linköping         | [ 13 ]   |
| A        | Mana Iwabuchi            | Aston Villa       | [ 14 ]   |
| A        | Tobin Heath              | Manchester United | [ 15 ]   |
| A        | Nikita Parris            | Olympique Lione   | [ 16 ]   |

| Cessioni | Cessioni             | Cessioni        | Cessioni    |
| R.       | Nome                 | a               | Modalità    |
| -------- | -------------------- | --------------- | ----------- |
| P        | Fran Stenson         | Brighton & Hove | in prestito |
| D        | Ruby Mace            | Manchester City | [ 18 ]      |
| D        | Leonie Maier         | Everton         | [ 19 ]      |
| C        | Jill Roord           | Wolfsburg       | [ 20 ]      |
| C        | Daniëlle van de Donk | Olympique Lione | [ 21 ]      |
| A        | Lisa Evans           | West Ham        | in prestito |

### Sessione invernale
| Acquisti | Acquisti           | Acquisti          | Acquisti |
| R.       | Nome               | da                | Modalità |
| -------- | ------------------ | ----------------- | -------- |
| D        | Rafaelle Souza     | Changchun Zhuoyue | [ 23 ]   |
| D        | Laura Wienroither  | Hoffenheim        | [ 24 ]   |
| A        | Stina Blackstenius | Häcken            | [ 25 ]   |

| Cessioni | Cessioni              | Cessioni    | Cessioni    |
| R.       | Nome                  | a           | Modalità    |
| -------- | --------------------- | ----------- | ----------- |
| D        | Teyah Goldie          | Watford     | in prestito |
| D        | Anna Patten           | Aston Villa | in prestito |
| D        | Viktoria Schnaderbeck | Tottenham   | in prestito |
| C        | Malin Gut             | Grasshopper | [ 29 ]      |
| A        | Tobin Heath           | OL Reign    | [ 30 ]      |

## Risultati

### FA Women's Super League

#### Girone di andata
| Arbitro: | Welch |

|                           |           |                         |
| Miedema 14’ Mead 49’, 60’ | Marcatori | 44’ Cuthbert 64’ Harder |

| Arbitro: | Heaslip |

|  |           |                                       |
|  | Marcatori | 17’ Beattie 30’ Mead 32’, 50’ Miedema |

| Arbitro: | Simms |

|                                                                |           |  |
| Miedema 10’ Little 23’, 78’ (rig.) McCabe 60’ Williamson 90+4’ | Marcatori |  |

| Arbitro: | Heaslip |

|  |           |                                           |
|  | Marcatori | 51’, 90+2’ Little 80’ Iwabuchi 83’ McCabe |

| Arbitro: | Conley |

|                                      |           |  |
| McCabe 32’ Wubben-Moy 41’ Maanum 86’ | Marcatori |  |

| Arbitro: | Dowle |

|                                          |           |  |
| Little 39’, 52’ Mead 61’ Fisk 84’ (aut.) | Marcatori |  |

| Arbitro: | Fearn |

|              |           |               |
| Williams 65’ | Marcatori | 90+2’ Miedema |

| Arbitro: | Heaslip |

|  |           |                               |
|  | Marcatori | 48’ Miedema 57’ (rig.) McCabe |

| Arbitro: | Heaslip |

|                                       |           |  |
| Nobbs 22’ Miedema 34’ Maanum 81’, 83’ | Marcatori |  |

| Arbitro: | Dowle |

|                      |           |              |
| Miedema 55’ Mead 60’ | Marcatori | 15’ Koivisto |

| Arbitro: | May |

|                    |           |  |
| Smith 3’ Sarri 42’ | Marcatori |  |

#### Girone di ritorno
| Arbitro: | Bell |

|                                                        |           |  |
| Miedema 22’ McCabe 24’ Williamson 34’ Blackstenius 72’ | Marcatori |  |

| Arbitro: | Byrne |

|          |           |             |
| Shaw 65’ | Marcatori | 90+2’ Heath |

| Arbitro: | Simms |

|                  |           |           |
| Blackstenius 79’ | Marcatori | 10’ Russo |

| Kingston upon Thames 13 febbraio 2022, ore 15:00 GMT 15ª giornata | Chelsea | 0 – 0 referto | Arsenal | Kingsmeadow\| Arbitro: \| Welch \| |
| Arbitro:                                                          | Welch   |               |         |                                    |

| Arbitro: | Massey-Ellis |

|                                               |           |  |
| Rafaelle 14’ Miedema 31’ Mead 71’ Foord 90+2’ | Marcatori |  |

| Arbitro: | Reeves |

|  |           |                                |
|  | Marcatori | 27’, 41’ Blackstenius 34’ Mead |

| Arbitro: | Saunders |

|                        |           |  |
| Mead 4’ Foord 71’, 82’ | Marcatori |  |

| Arbitro: | Welch |

|  |           |                                                        |
|  | Marcatori | 2’ Mead 67’, 75’ Miedema 79’ (aut.) Plumptre 83’ Heath |

| Arbitro: | Dowle |

|  |           |                              |
|  | Marcatori | 43’ Foord 67’ Mead 75’ Nobbs |

| Arbitro: | Benn |

|                                                                                              |           |  |
| Miedema 9’, 13’ Corsie 52’ (aut.) Mead 61’ Wubben-Moy 66’ Blackstenius 83’ Parris 90’ (rig.) | Marcatori |  |

| Arbitro: | Heaslip |

|  |           |                             |
|  | Marcatori | 60’ Blackstenius 66’ Catley |

### UEFA Women's Champions League

#### Qualificazioni
| Arbitro: | Katarzyna Lisiecka-Sęk |

|                                                    |           |  |
| Iwabuchi 14’ Little 18’ (rig.) Mead 65’ Parris 75’ | Marcatori |  |

| Arbitro: | Petra Pavlíková |

|                               |           |            |
| Miedema 19’ Iwabuchi 39’, 65’ | Marcatori | 51’ Brugts |

| Arbitro: | Maria Marotta |

|                                         |           |  |
| Parris 2’ Little 31’ (rig.) Miedema 72’ | Marcatori |  |

| Arbitro: | Reelika Turi |

|  |           |                                         |
|  | Marcatori | 60’, 70’, 72’ Miedema 76’ (rig.) Little |

#### Fase a gironi
| Arbitro: | Jana Adámková |

|                                                    |           |            |
| Caldentey 31’ Putellas 42’ Oshoala 47’ Martens 84’ | Marcatori | 74’ Maanum |

| Arbitro: | Stéphanie Frappart |

|                                                          |           |  |
| Little 21’ (rig.) Heath 45+2’ Miedema 52’ Williamson 86’ | Marcatori |  |

| Arbitro: | Sandra Bastos |

|             |           |                                                      |
| Pokorny 71’ | Marcatori | 27’ Catley 62’ Parris 69’ Foord 85’ Patten 89’ Nobbs |

| Arbitro: | Kateryna Monzul' |

|                                      |           |  |
| Foord 16’ Wubben-Moy 83’ Miedema 88’ | Marcatori |  |

| Arbitro: | Anastasija Pustovojtova |

|  |           |                                          |
|  | Marcatori | 22’ Bonmatí 29’, 75’ Hermoso 45+2’ Rolfö |

| Arbitro: | Maria Marotta |

|                                     |           |                        |
| Brand 22’ Hagel 55’, 57’ Corley 60’ | Marcatori | 38’ (aut.) Wienroither |

#### Fase a eliminazione diretta
| Arbitro: | Jana Adámková |

|                |           |             |
| Wubben-Moy 89’ | Marcatori | 19’ Waßmuth |

| Arbitro: | Ivana Projkovska |

|                                |           |  |
| Roord 9’ Williamson 73’ (aut.) | Marcatori |  |

## Statistiche

### Statistiche di squadra
| Competizione             | Punti | In casa | In casa | In casa | In casa | In casa | In casa | In trasferta | In trasferta | In trasferta | In trasferta | In trasferta | In trasferta | Totale | Totale | Totale | Totale | Totale | Totale | DR  |
| Competizione             | Punti | G       | V       | N       | P       | Gf      | Gs      | G            | V            | N            | P            | Gf           | Gs           | G      | V      | N      | P      | Gf     | Gs     | DR  |
| ------------------------ | ----- | ------- | ------- | ------- | ------- | ------- | ------- | ------------ | ------------ | ------------ | ------------ | ------------ | ------------ | ------ | ------ | ------ | ------ | ------ | ------ | --- |
| FA Women's Super League  | 55    | 11      | 10      | 1       | 0       | 40      | 6       | 11           | 7            | 3            | 1            | 25           | 4            | 22     | 17     | 4      | 1      | 65     | 10     | +55 |
| FA Women's Cup           | -     | 3       | 2       | 0       | 1       | 5       | 2       | 1            | 1            | 0            | 0            | 4            | 0            | 4      | 3      | 0      | 1      | 9      | 2      | +7  |
| FA Women's League Cup    | -     | 0       | 0       | 0       | 0       | 0       | 0       | 1            | 0            | 0            | 1            | 0            | 1            | 1      | 0      | 0      | 1      | 0      | 1      | -1  |
| Women's Champions League | -     | 5       | 3       | 1       | 1       | 11      | 4       | 5            | 2            | 0            | 3            | 8            | 10           | 12     | 7      | 1      | 4      | 26     | 15     | +11 |
| Totale                   | -     | 19      | 15      | 2       | 2       | 56      | 12      | 18           | 10           | 3            | 5            | 37           | 15           | 39     | 27     | 5      | 7      | 100    | 28     | +72 |

### Andamento in campionato
| Giornata  | 1 | 2 | 3 | 4 | 5 | 6 | 7 | 8 | 9 | 10 | 11 | 12 | 13 | 14 | 15 | 16 | 17 | 18 | 19 | 20 | 21 | 22 |
| --------- | - | - | - | - | - | - | - | - | - | -- | -- | -- | -- | -- | -- | -- | -- | -- | -- | -- | -- | -- |
| Luogo     | C | T | C | T | C | C | T | T | C | C  | T  | T  | C  | T  | C  | T  | T  | C  | C  | T  | T  | C  |
| Risultato | V | V | V | V | V | V | N | V | V | V  | P  | V  | N  | N  | N  | V  | V  | V  | V  | V  | V  | V  |
| Posizione | 4 | 2 | 1 | 1 | 1 | 1 | 1 | 1 | 1 | 1  | 1  | 1  | 1  | 1  | 1  | 1  | 1  | 2  | 2  | 2  | 2  | 2  |

Legenda:

Luogo: C = Casa; T = Trasferta. Risultato: V = Vittoria; N = Pareggio; P = Sconfitta.

### Statistiche delle giocatrici
| Giocatore        | FA Women's Super League | FA Women's Super League | FA Women's Super League | FA Women's Super League | FA Women's Cup | FA Women's Cup | FA Women's Cup | FA Women's Cup | FA Women's League Cup | FA Women's League Cup | FA Women's League Cup | FA Women's League Cup | UEFA Champions League | UEFA Champions League | UEFA Champions League | UEFA Champions League | Totale   | Totale | Totale      | Totale     |
| Giocatore        | Presenze                | Reti                    | Ammonizioni             | Espulsioni              | Presenze       | Reti           | Ammonizioni    | Espulsioni     | Presenze              | Reti                  | Ammonizioni           | Espulsioni            | Presenze              | Reti                  | Ammonizioni           | Espulsioni            | Presenze | Reti   | Ammonizioni | Espulsioni |
| ---------------- | ----------------------- | ----------------------- | ----------------------- | ----------------------- | -------------- | -------------- | -------------- | -------------- | --------------------- | --------------------- | --------------------- | --------------------- | --------------------- | --------------------- | --------------------- | --------------------- | -------- | ------ | ----------- | ---------- |
| J. Beattie       | 9                       | 1                       | 0                       | 0                       | 2              | 0              | 0              | 0              | 1                     | 0                     | 0                     | 0                     | 8                     | 0                     | 1                     | 0                     | 20       | 1      | 1           | 0          |
| S. Blackstenius  | 11                      | 6                       | 0                       | 0                       | 2              | 1              | 0              | 0              | 1                     | 0                     | 0                     | 0                     | 2                     | 0                     | 0                     | 0                     | 16       | 7      | 0           | 0          |
| S. Boye Sørensen | 5                       | 0                       | 0                       | 0                       | 3              | 0              | 0              | 0              | -                     | -                     | -                     | -                     | 4                     | 0                     | 0                     | 0                     | 12       | 0      | 0           | 0          |
| S. Catley        | 18                      | 1                       | 0                       | 0                       | 2              | 0              | 0              | 0              | -                     | -                     | -                     | -                     | 12                    | 1                     | 1                     | 0                     | 32       | 2      | 1           | 0          |
| C. Foord         | 16                      | 4                       | 2                       | 0                       | 3              | 2              | 0              | 0              | -                     | -                     | -                     | -                     | 9                     | 2                     | 1                     | 0                     | 28       | 8      | 3           | 0          |
| T. Goldie        | 1                       | 0                       | 0                       | 0                       | -              | -              | -              | -              | -                     | -                     | -                     | -                     | 2                     | 0                     | 0                     | 0                     | 3        | 0      | 0           | 0          |
| M. Gut           | 0                       | 0                       | 0                       | 0                       | -              | -              | -              | -              | -                     | -                     | -                     | -                     | -                     | -                     | -                     | -                     | 0        | 0      | 0           | 0          |
| T. Heath         | 9                       | 2                       | 0                       | 0                       | 3              | 0              | 0              | 0              | 1                     | 0                     | 0                     | 0                     | 4                     | 1                     | 0                     | 0                     | 17       | 3      | 0           | 0          |
| A. Hennessy      | 1                       | 0                       | 0                       | 0                       | -              | -              | -              | -              | -                     | -                     | -                     | -                     | -                     | -                     | -                     | -                     | 1        | 0      | 0           | 0          |
| H. Houssein      | 1                       | 0                       | 0                       | 0                       | -              | -              | -              | -              | -                     | -                     | -                     | -                     | -                     | -                     | -                     | -                     | 1        | 0      | 0           | 0          |
| M. Iwabuchi      | 11                      | 1                       | 1                       | 0                       | 1              | 0              | 0              | 0              | -                     | -                     | -                     | -                     | 8                     | 3                     | 0                     | 0                     | 20       | 4      | 1           | 0          |
| K. Little        | 22                      | 6                       | 0                       | 0                       | 4              | 1              | 0              | 0              | 1                     | 0                     | 0                     | 0                     | 12                    | 4                     | 0                     | 0                     | 39       | 11     | 0           | 0          |
| F. Maanum        | 21                      | 3                       | 0                       | 0                       | 4              | 0              | 0              | 0              | 1                     | 0                     | 0                     | 0                     | 12                    | 1                     | 2                     | 0                     | 38       | 4      | 2           | 0          |
| N. Maritz        | 19                      | 0                       | 3                       | 0                       | 2              | 0              | 0              | 0              | 1                     | 0                     | 0                     | 0                     | 9                     | 0                     | 2                     | 0                     | 31       | 0      | 5           | 0          |
| K. McCabe        | 20                      | 5                       | 7                       | 1                       | 4              | 1              | 0              | 0              | 1                     | 0                     | 0                     | 0                     | 12                    | 0                     | 2                     | 0                     | 37       | 6      | 9           | 1          |
| B. Mead          | 22                      | 11                      | 1                       | 0                       | 3              | 1              | 0              | 0              | 1                     | 0                     | 0                     | 0                     | 11                    | 1                     | 3                     | 0                     | 37       | 13     | 4           | 0          |
| V. Miedema       | 22                      | 14                      | 3                       | 0                       | 3              | 2              | 0              | 0              | 1                     | 0                     | 0                     | 0                     | 12                    | 7                     | 0                     | 0                     | 38       | 23     | 3           | 0          |
| J. Nobbs         | 16                      | 2                       | 1                       | 0                       | 3              | 0              | 0              | 0              | 1                     | 0                     | 0                     | 0                     | 7                     | 1                     | 1                     | 0                     | 27       | 3      | 2           | 0          |
| N. Parris        | 18                      | 1                       | 2                       | 0                       | 4              | 1              | 0              | 0              | 1                     | 0                     | 0                     | 0                     | 12                    | 3                     | 1                     | 0                     | 35       | 5      | 3           | 0          |
| A. Patten        | 4                       | 0                       | 0                       | 0                       | -              | -              | -              | -              | -                     | -                     | -                     | -                     | 7                     | 1                     | 0                     | 0                     | 11       | 1      | 0           | 0          |
| Rafaelle         | 6                       | 1                       | 0                       | 0                       | 1              | 0              | 0              | 0              | -                     | -                     | -                     | -                     | -                     | -                     | -                     | -                     | 7        | 1      | 0           | 0          |
| V. Schnaderbeck  | 2                       | 0                       | 0                       | 0                       | -              | -              | -              | -              | 1                     | 0                     | 0                     | 0                     | 1                     | 0                     | 0                     | 0                     | 4        | 0      | 0           | 0          |
| L. Wälti         | 20                      | 0                       | 2                       | 0                       | 3              | 0              | 0              | 0              | -                     | -                     | -                     | -                     | 8                     | 0                     | 2                     | 0                     | 31       | 0      | 4           | 0          |
| L. Wienroither   | 8                       | 0                       | 1                       | 0                       | 2              | 0              | 0              | 0              | 1                     | 0                     | 0                     | 0                     | 1                     | 0                     | 0                     | 0                     | 12       | 0      | 1           | 0          |
| L. Williams      | 2                       | 0                       | 0                       | 0                       | 2              | 0              | 0              | 0              | 0                     | 0                     | 0                     | 0                     | 4                     | -5                    | 0                     | 0                     | 8        | -5     | 0           | 0          |
| L. Williamson    | 18                      | 2                       | 1                       | 0                       | 2              | 0              | 0              | 0              | 1                     | 0                     | 0                     | 0                     | 7                     | 1                     | 0                     | 0                     | 28       | 3      | 1           | 0          |
| L. Wubben-Moy    | 17                      | 2                       | 1                       | 0                       | 3              | 0              | 0              | 0              | -                     | -                     | -                     | -                     | 8                     | 2                     | 0                     | 0                     | 28       | 4      | 1           | 0          |
| M. Zinsberger    | 20                      | -10                     | 0                       | 0                       | 2              | -2             | 0              | 0              | 1                     | -1                    | 0                     | 0                     | 8                     | -12                   | 0                     | 0                     | 31       | -25    | 0           | 0          |